# サフィー・アッディーン・イスハーク・アルダビーリー

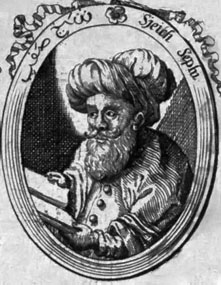
アルダビールのサフィー・アッディーン廟

シャイフ・サフィー・アッディーン・イスハーク・アルダビーリー（1252年-1334年、ペルシア語:شیخ صفی‌الدین اردبیلی）は、サファヴィー教団の教主、スーフィーである。彼自身の生涯の前半は良くわかっておらず、ペルシア人ともクルド人とも考えられている。われわれが知るサフィーのほとんどが、サフィーを支持した人々が書き連ねた著作物を経由している。
サフィーは、クルド語に良く似たペルシア語の方言である古典タット語（en）で詩を残している。サフィー・アッディーンは、ザヒード・ギーラーニー（en）の思想を受け継いでいる。ギーラーニーは、自身の娘であるファーティマをサフィーに嫁がせている。サフィーもまた、自らの娘をギーラーニーの第二子に嫁がせている。
サフィーの登場以後、170年間でサファヴィー教団は政治的権力を取得し、最終的には16世紀にはサファヴィー朝の建国にいたった。教団が王朝を建国するにいたるようになったのは、信者から多くの財産の寄進（ワクフ）を受けると同時に、不動産を大量に購入し、経済的基盤を確立したことにあった。
サフィーは死後、アルダビール市内に建設されたサフィー・アッディーン廟に埋葬された。サフィー・アッディーン廟は、2010年、ユネスコの世界遺産に登録された。